# Palette (album)
Palette (Hangul: 팔레트; RR: Palleteu) là album phòng thu tiếng Hàn Quốc thứ tư của ca sĩ-nhạc sĩ và diễn viên người Hàn Quốc IU. Được phát hành vào lúc 6:00 chiều (theo giờ Hàn Quốc) vào ngày 21 tháng 4 năm 2017 bởi LOEN Entertainment dưới nhà sản xuất Fave Entertainment. Là album đầu tiên của cô kể từ khi Chart- Shire (2015) và là full-length đầu tiên phát hành kể từ Modern Times (2013).
ALbum tạo ra ba single hit; hai single phát hành trước, "Through the Night" và "Can't Love You Anymore", phát hành vào ngày 24 tháng 3 và 7 tháng 4 và single chính cùng tên, "Palette", phát hành ngày 21 tháng 4.
Tạp chí Billboard xếp album vào vị trí thứ nhất trên danh sách "Best K-Pop Albums of 2017" của tạp chí. Album cũng giúp IU giành được giải MelOn Music Award cho Album of the Year và đề cử cho giải Artist of the Year và chiến thắng giải Record of the Year (Album) tại Seoul Music Awards lần thứ 27. Palette cũng chiến thắng giải thưởng "Best Pop Album" tại Korean Music Awards lần thứ 15.

## Danh sách đĩa nhạc
| Digital download | Digital download                                                | Digital download  | Digital download           | Digital download            | Digital download |
| STT              | Nhan đề                                                         | Phổ lời           | Phổ nhạc                   | Arrangement                 | Thời lượng       |
| ---------------- | --------------------------------------------------------------- | ----------------- | -------------------------- | --------------------------- | ---------------- |
| 1.               | "Dlwlrma" (이 지금; I jigeum)                                   | IU                | Kim Je-hwi                 | Kim Je-hwi                  | 3:02             |
| 2.               | "Palette" (팔레트; Palleteu; featuring G-Dragon)                | IU, G-Dragon      | IU                         | Lee Jong-hoon               | 3:37             |
| 3.               | "Ending Scene" (이런 엔딩; Ireon ending)                        | IU                | Sam Kim                    | Lee Jong-hoon               | 4:09             |
| 4.               | "Can't Love You Anymore" (사랑이 잘; Sarangi jal; with Oh Hyuk) | IU, Oh Hyuk       | IU, Oh Hyuk, Lee Jong-hoon | Lee Jong-hoon               | 3:15             |
| 5.               | "Jam Jam" (잼잼; Jaemjaem)                                      | Sunwoo Jungah, IU | Sunwoo Jungah              | Sunwoo Jungah, Yoo Sukcheol | 3:38             |
| 6.               | "Black Out"                                                     | IU                | Lee Jong-hoon              | Lee Jong-hoon               | 3:47             |
| 7.               | "Full Stop" (마침표; Machimpyo)                                 | IU                | Son Sungje                 | Son Sungje                  | 3:56             |
| 8.               | "Through the Night" (밤편지; Bampyeonji)                        | IU                | Kim Je-hwi, Kim Hee-won    | Kim Je-hwi, Kim Hee-won     | 4:13             |
| 9.               | "Love Alone" (그렇게 사랑은; Geureoke sarangeun)                | Lee Byung-woo     | Lee Byung-woo              | Lee Byung-woo               | 4:41             |
| 10.              | "Dear Name" (이름에게; Ireumege)                                | IU, Kim Eana      | Lee Jong-hoon              | Lee Jong-hoon               | 4:49             |
| Tổng thời lượng: | Tổng thời lượng:                                                | Tổng thời lượng:  | Tổng thời lượng:           | Tổng thời lượng:            | 39:56            |

## Bảng xếp hạng

### Bảng xếp hạng tuần
| Bảng xếp hạng (2017)                 | Vị trí xếp hạng |
| ------------------------------------ | --------------- |
| Nhật Bản Weekly Album Chart (Oricon) | 96              |
| Hàn Quốc Weekly Album Chart (Gaon)   | 1               |
| Đài Loan (Five Music)                | 1               |
| Hoa Kì World Albums (Billboard)      | 1               |

## Doanh số
| Khu vực           | Doanh số |
| ----------------- | -------- |
| Nhật Bản (Oricon) | 1,303+   |
| Hàn Quốc (Gaon)   | 74,810+  |

## Giải thưởng và đề cử

### Giải thưởng chương trình âm nhạc
| Bài hát             | Chương trình          | Ngày                |
| ------------------- | --------------------- | ------------------- |
| "Through the Night" | Inkigayo (SBS)        | 9 tháng 4 năm 2017  |
| "Through the Night" | Show Champion (MBC)   | 12 tháng 4 năm 2017 |
| "Palette"           | M Countdown (Mnet)    | 27 tháng 4 năm 2017 |
| "Palette"           | M Countdown (Mnet)    | 4 tháng 5 năm 2017  |
| "Palette"           | Show!Music Core (MBC) | 29 tháng 4 năm 2017 |
| "Palette"           | Show!Music Core (MBC) | 6 tháng 5 năm 2017  |
| "Palette"           | Inkigayo (SBS)        | 30 tháng 4 năm 2017 |
| "Palette"           | Inkigayo (SBS)        | 7 tháng 5 năm 2017  |
| "Palette"           | Inkigayo (SBS)        | 14 tháng 5 năm 2017 |
| "Palette"           | Music Bank (KBS2)     | 5 tháng 5 năm 2017  |
| "Palette"           | Music Bank (KBS2)     | 19 tháng 5 năm 2017 |
| "Palette"           | Show Champion (MBC)   | 17 tháng 5 năm 2017 |

## Lịch sử phát hành
| Khu vực  | Ngày                | Định dạng        | Hãng               | Tham khảo |
| -------- | ------------------- | ---------------- | ------------------ | --------- |
| Hàn Quốc | 21 tháng 4 năm 2017 | digital download | LOEN Entertainment | [ 16 ]    |
| Toàn cầu | 21 tháng 4 năm 2017 | digital download | LOEN Entertainment | [ 17 ]    |
| Hàn Quốc | 24 tháng 4 năm 2017 | CD               | LOEN Entertainment | [ 18 ]    |